# Audi A5 B10
Audi A5 B10 — седани та універсали D-Класу, продажі яких розпочалися в Німеччині в 2024 році. Автомобіль, що дебютував 16 липня 2024 року прийшов на заміну Audi A4 B9 і Audi A5 Sportback.

## Опис
Автомобіль збудовано на платформі  Premium Platform Combustion (PPC).
Моделі для китайського ринку називаються Audi A5L від FAW-Audi та A5L Sportback від SAIC-Audi, вони також мають подовжену колісну базу. A5L був представлений на виставці Auto Guangzhou у листопаді 2024 року, а Sportback на виставці Auto Shanghai у квітні 2025 року. 
Електромобіль, що отримає назву Audi A4 e-tron, буде збудовано на платформі PPE і оснащений 800 вольтовою системою. Запас ходу буде становити до 650 км (згідно WLTP).

## Двигуни
Бензинові
- 2.0L TFSI VW EA888 I4 150/204 к.с. (MHEV)
- 3.0L TFSI VW EA839 V6 367 к.с. (S5)

Бензиновий Plug-in hybrid:
- 2.9L TFSI VW EA839 V6 + еоектродвигун 690 к.с. 1000 Нм (RS5)

Дизельні
- 2.0L TDI VW EA288 I4 204 к. с. (MHEV)

## Галерея

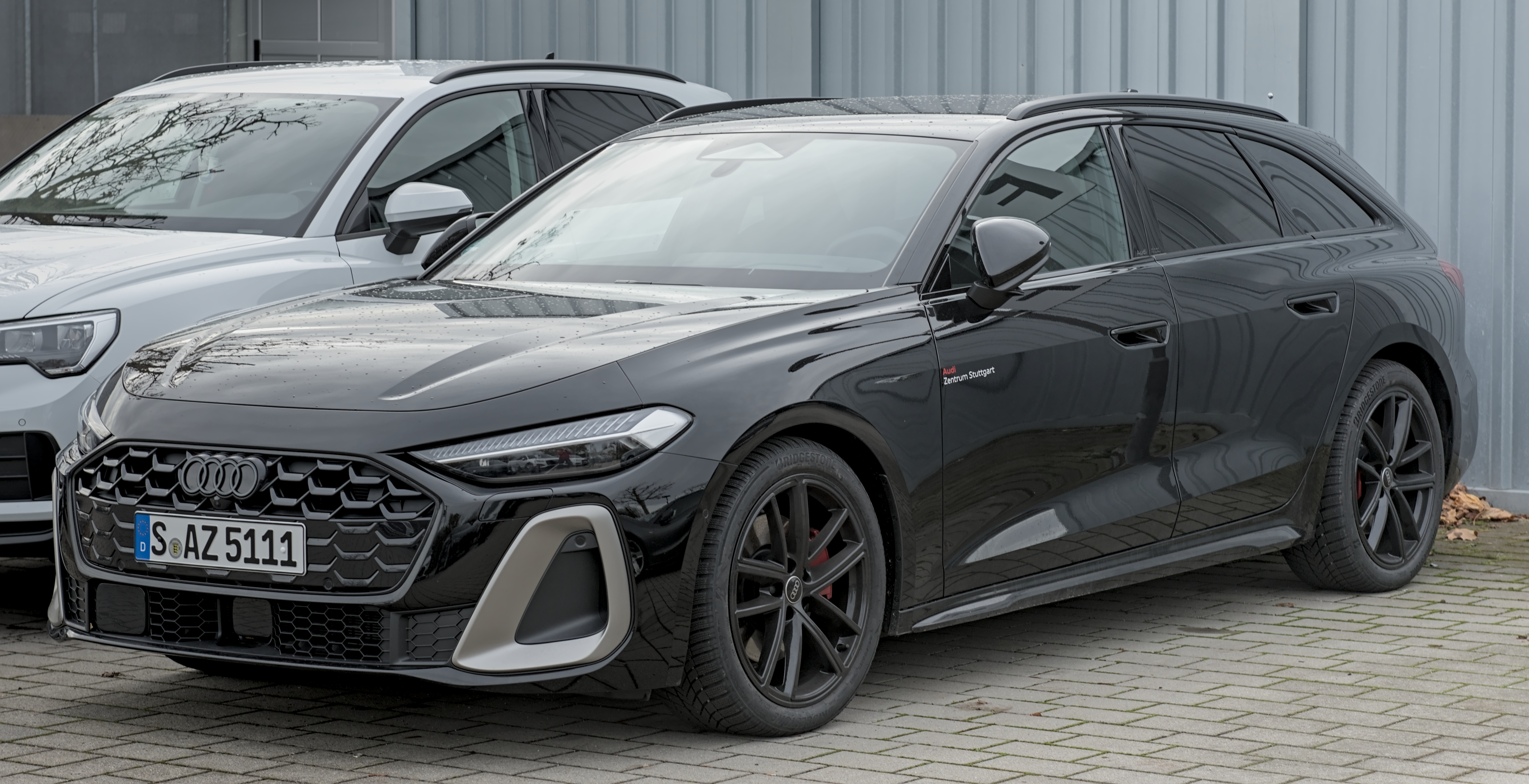
Audi A5 Avant B10
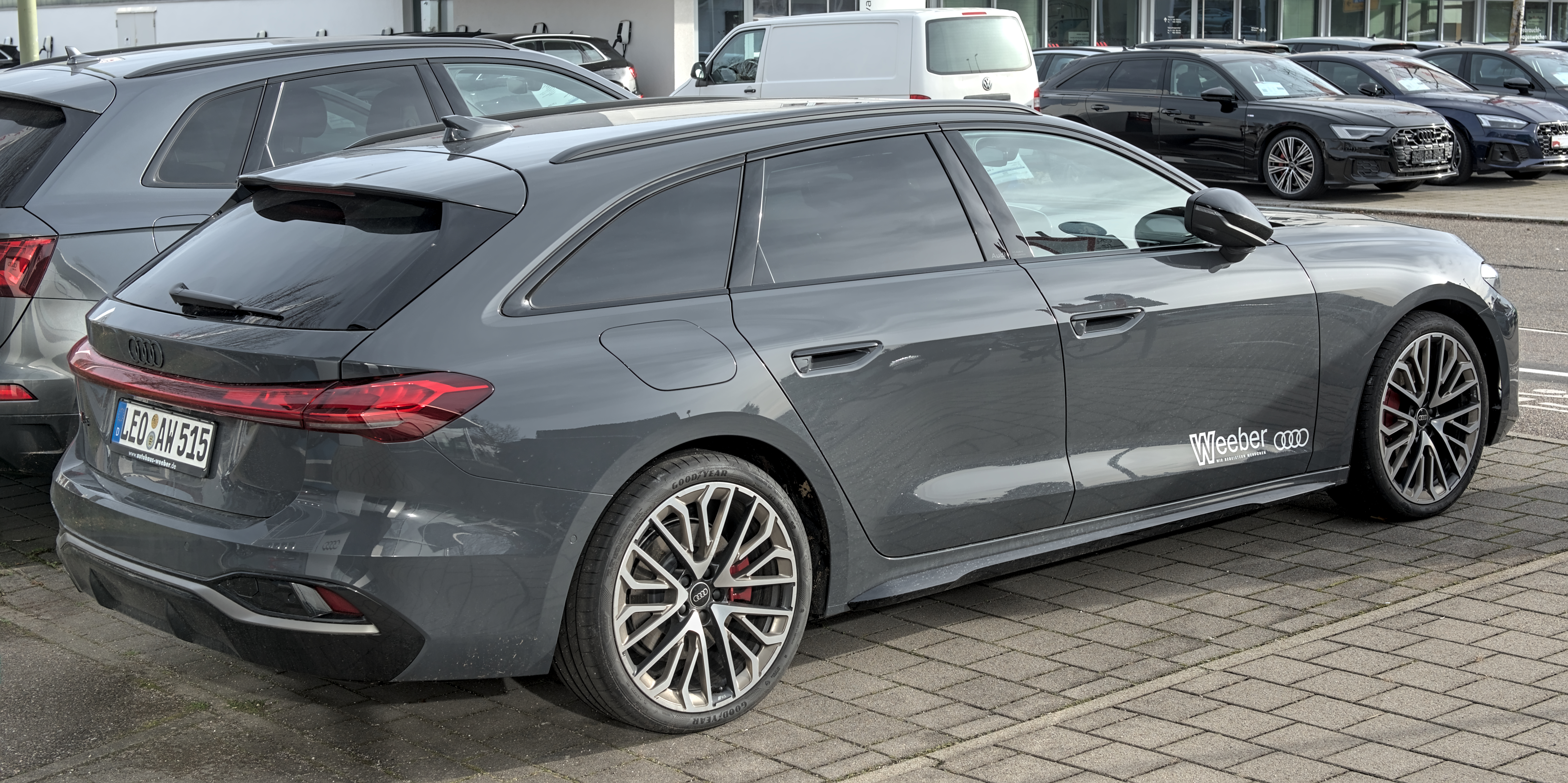
Audi A5 Avant B10
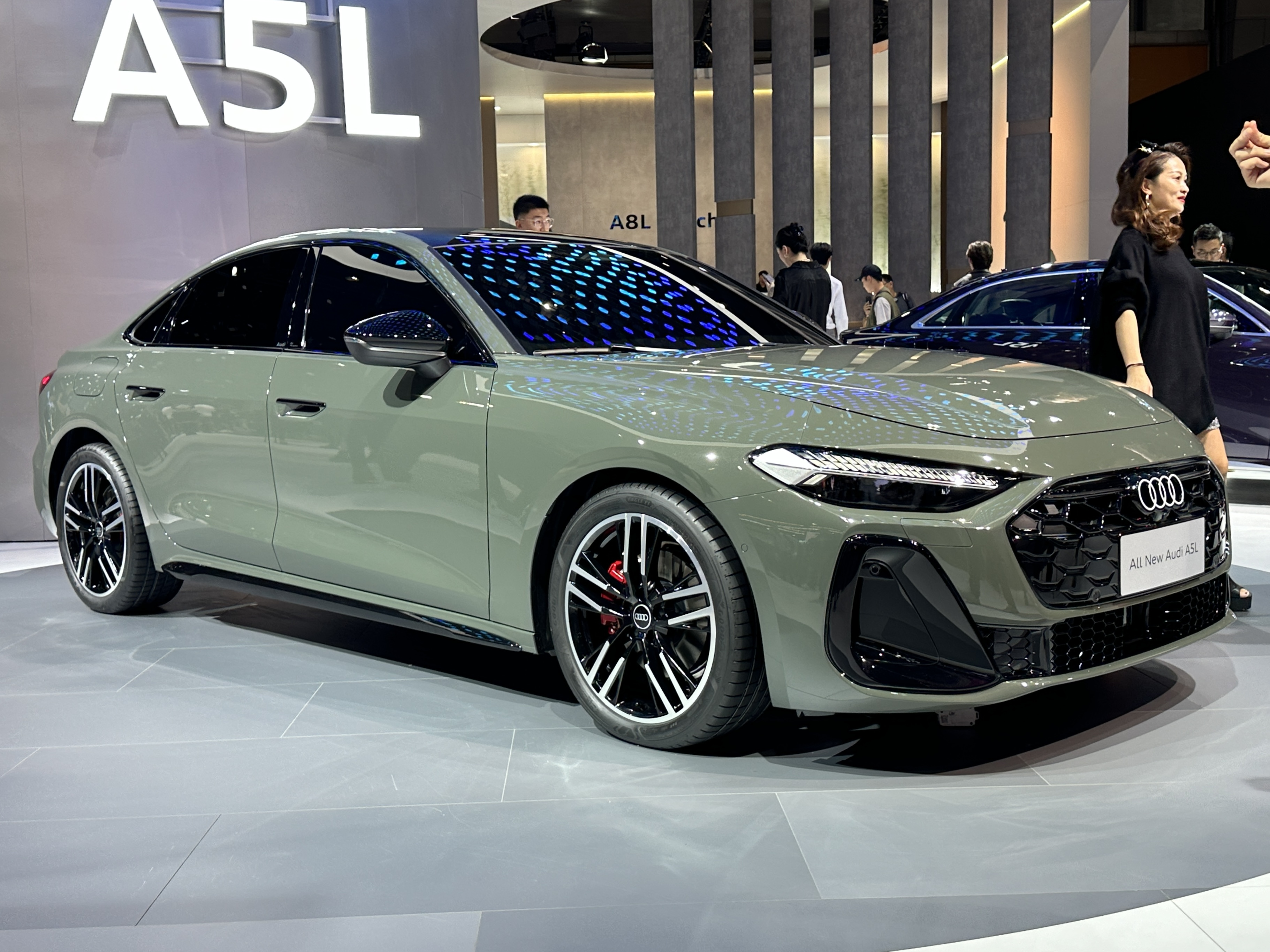
Audi A5L B10
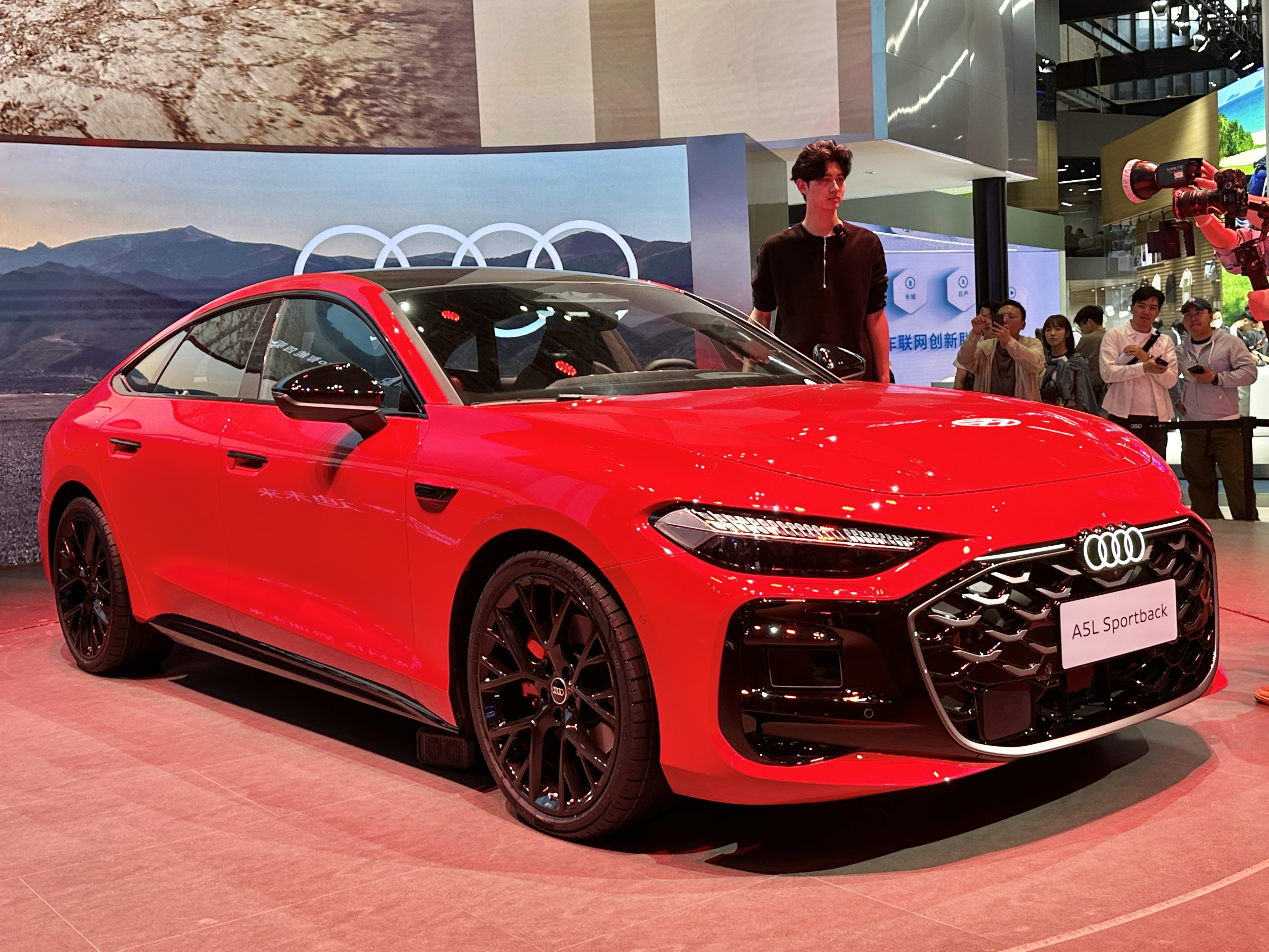
Audi A5L Sportback B10
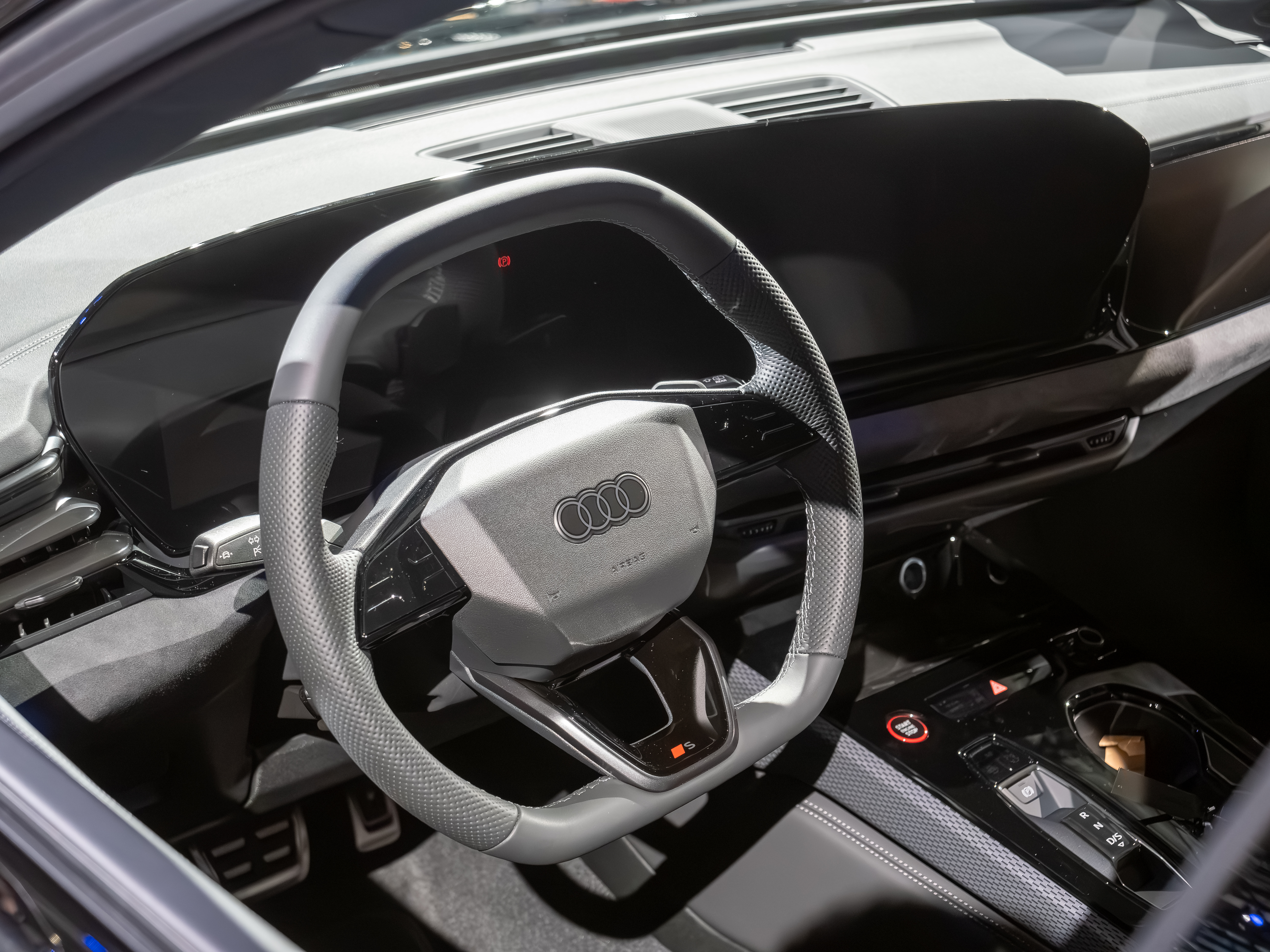